# 1971年賓格爾地震
1971年賓格爾地震是1971年5月22日下午6點44分（當地時間）發生在土耳其東部賓格爾省的強烈地震，震级为Ms 6.9级，最大烈度為VII（8）度，震源深度較淺，僅有3－10公里。此次地震造成至少755人罹難，超過1200人受傷。賓格爾近九成房屋受損，包括監獄、醫院與學校等，經濟損失約為500萬美元。